# Bienal Nacional de Diseño
La Bienal Nacional de Diseño es un certamen convocado por la Escuela de Diseño del Instituto Nacional de Bellas Artes y Literatura de México. La Bienal premia y reconoce a los estudiantes, investigadores y profesionales del diseño más destacados del país. Su primera edición se celebró en 2001 y a enero de 2021 se han realizado 10 ediciones.

## Historia
En  2001 durante su primera edición se realizaron conferencias, exposiciones, seminarios, cursos y foros de discusión. En la octava edición en 2015, se empiezan a reconocer nuevos campos del ejercicio profesional como: el impulso al desarrollo tecnológico, a la promoción económica y a la responsabilidad social. Para la novena edición en 2017 participó la categoría especial de Emprendimiento en Diseño. En 2019 se llevó a cabo la décima edición, destacando proyectos con mayor impacto social.

## Categorías y premios
La Bienal otorga premios en 3 categorías principales: Profesional, Investigación y Estudiantes. A su vez dentro de la categoría profesional se otorgan premios a los trabajos sobresalientes en 3 rubros: Diseño socialmente responsable, con contenido social o participativo, Diseño para el desarrollo o promoción económica y comercial y Diseño para el desarrollo, novedad tecnológica y productiva.